# Avelino Guillén

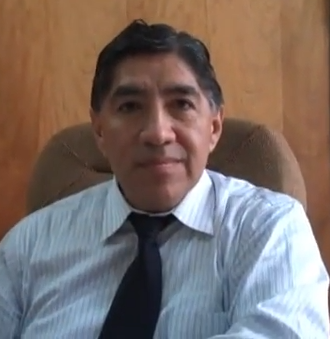
Avelino Guillén bei einem Interview, 2009

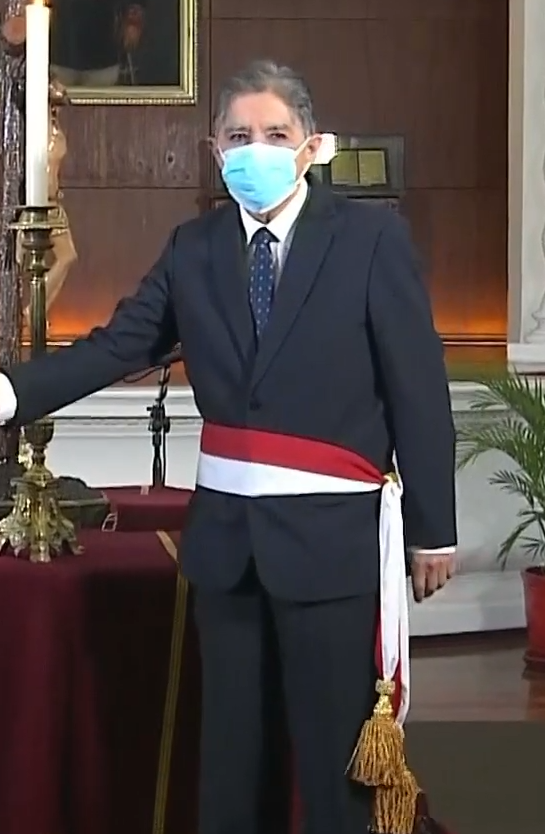
Avelino Guillén legt den Eid als Innenminister Perus ab, 4. November 2021.

Avelino Trifón Guillén Jáuregui (* 10. November 1954 in Chincheros, Region Apurímac) ist ein peruanischer Jurist und Politiker. Auch international bekannt wurde er durch seine Rolle als Staatsanwalt bei der Strafverfolgung Alberto Fujimoris, die mit einer langen Gefängnisstrafe endete, und verschiedener Verbrechen während des Bewaffneten Konflikts in Peru. Vom 4. November 2021 bis zum 30. Januar 2022 war er peruanischer Innenminister im Kabinett des Präsidenten Pedro Castillo und der Ministerpräsidentin Mirtha Vásquez.

## Leben
Avelino Guillén wurde 1954 in Chincheros geboren und studierte Rechtswissenschaft an der Universidad de San Martín de Porres (USMP) in Lima. 1981 kam er als Staatsanwalt zum Ministerio Público, der Generalstaatsanwaltschaft der Republik Peru, und wurde bald darauf nach Pucallpa zur Verfolgung von Drogenhandel bestellt. 1984 wurde er dem Staatsanwalt José Mejía Chahuara beigeordnet, um das unter dem Kommando des Korvettenkapitäns der Kriegsmarine Perus, Álvaro Artaza Adrianzén, bekannt unter dem Namen „Comandante Camión“, von den Streitkräften begangene Massaker an 49 Männern und einer Frau in Pucayacu (Distrikt Marcas, Provinz Acobamba, Region Huancavelica) zu untersuchen.
1994 wurde er Oberstaatsanwalt in Lima und kam 2001 zur Generalstaatsanwaltschaft. Von ihm strafrechtlich verfolgte Vertreter des Fujimori-Regimes wurden zu mehrjährigen Gefängnisstrafen verurteilt, darunter die vorherige Generalstaatsanwältin Blanca Nélida Colán wegen falscher Beschuldigungen und Rechtsbeugung, der einstige Fremdenverkehrsminister und Premierminister Víctor Joy Way wegen Korruption, aber auch der ehemalige APRA-Politiker und Innenminister unter Alan García, Agustín Mantilla, ebenfalls wegen Korruption, wobei letzterem auch die Verwicklung in das Massaker im Gefängnis El Frontón 1986 vorgeworfen wurde.
Avelino Guillén spielte als Staatsanwalt eine entscheidende Rolle beim Prozess gegen den ehemaligen Staatspräsidenten Alberto Fujimori, der schließlich in einer Verurteilung zu einer Haftstrafe von 25 Jahren endete. Fujimori wurde als Verantwortlicher für die Massaker in Barrios Altos und La Cantuta schuldig gesprochen. Der Staatsanwalt Guillén erhielt 2009 in Anerkennung seines langjährigen Kampfes gegen Korruption und gegen die Straffreiheit (impunidad) von Verbrechen im Bewaffneten Konflikt in Peru den Nationalpreis für Menschenrechte (Premio Nacional de Derechos Humanos “Ángel Escobar Jurado”) vom Nationalen Verband für Menschenrechte (Coordinadora Nacional de Derechos Humanos, CNDDHH). 2011 trat Guillén aus der Generalstaatsanwaltschaft zurück.
2021 arbeitete er mit an der Wahlkampagne Pedro Castillos in der Stichwahl fürs Präsidentenamt bei den Wahlen in Peru 2021. Am 16. September 2021 wurde Guillén in einem Supermarkt in San Borja (Lima) wegen seiner Erfolge in der Verfolgung staatlicher Verbrechen von Mitgliedern der fujimoristischen, rechtsextremen Gruppe La Resistencia („Der Widerstand“) beleidigt, als „Terrorist“ (terruco) beschimpft und ihm körperliche Gewalt angedroht. Der Angriff wurde durch Videoaufnahmen dokumentiert.
Nach dem Rücktritt des Innenministers Luis Barranzuela ernannte Präsident Castillo Avelino Guillén zu seinem Nachfolger. Guillén legte seinen Eid am 4. November 2021 ab. Es kam jedoch zu Uneinigkeiten in der Regierung, da Avelino Guillén darauf bestand, den Generalkommandanten der Polizei Javier Gallardo aus dem Amt zu entfernen, worauf Präsident Castillo nicht reagierte. Am 28. Januar 2022 erklärte Avelino Guillén seinen Rücktritt als Innenminister, und nur kurz darauf tat dies auch die Ministerpräsidentin Mirtha Vásquez.

## Anerkennungen
Für seine Rolle, die er als Staatsanwalt bei der Verurteilung Alberto Fujimoris spielte, wurde er von der spanischen Tageszeitung El País als eine der „100 Persönlichkeiten des Jahres 2008“ gewählt.